# Medaglia per il giubileo dei 20 anni della vittoria della grande guerra patriottica del 1941-1945
La medaglia per il giubileo dei 20 anni della vittoria della grande guerra patriottica del 1941-1945 (in russo Юбилейная медаль «Двадцать лет Победы в Великой Отечественной войне 1941—1945 гг.»?, Jubilejnaja medal' «Dvadcat' let Pobedy v Velkoj Otečestvennoj vojne 1941—1945 gg.») è stata un premio statale dell'Unione Sovietica.

## Storia
La medaglia venne istituita il 7 maggio 1965.

## Assegnazione
La medaglia veniva assegnata a tutti ii membri del personale militare e civile che avesse preso parte alla seconda guerra mondiale o che avesse ricevuto la medaglia per la vittoria sulla Germania nella grande guerra patriottica 1941-1945.

## Insegne
- La medaglia era di ottone. Il dritto raffigurava l'immagine in rilievo di in soldato liberatore, con un bambino in braccio e una spada, ai suoi piedi vi erano due rami di quercia. Alla sua sinistra la data "1945", alla sua destra "1965". Sul rovescio vi era la scritta lungo la circonferenza "VENTI ANNI DELLA VITTORIA NELLA GRANDE GUERRA PATRIOTTICA DEL 1941-1945" (Russo: "Двадцать лет победы в Великой Отечественной войне 1941 - 1945 гг.") con al centro una stella a cinque punti sovrapposta al numero "XX".
- Il nastro era rosso con il bordo destro verde caricato di una striscia nera.